# بمانی
بمانی فیلم ایرانی محصول سال ۱۳۸۰ توسط داریوش مهرجویی است. این فیلم شرح زندگی سه دختر ایلامی به نام‌های مدینه، نسیم و بمانی است.

## خلاصهٔ داستان
این داستان سه عشق است، عشق سه دختر جوان به زندگی که در برخورد با نابسامانی های اجتماعی تا آستانه مرگ ویران می شود.

دلارام (مدینه) صابر، زن جوانی از یک خانواده عرب که از شوهر معتادش جدا شده، با مادربزرگش زندگی می کند و به قالیبافی مشغول است. جوانی که اواخر دوران سربازی اش را میگذراند، در جریان سفارش بافت یک قالیچه برای مادرش، با دلارام آشنا و شیفته اش می شود آن دو باهم قرار می گذارند تا پس از پایان سربازی جوان، مادرش به خواستگاری او برود. اما رفت و آمدهای این دو باعث میشود که برادران متعصب دلارام، سر او را به اتهام فساد و فحشا میبرند.
دختر دوم نسیم پویان، دانشجوی سال اول پزشکی، به جهت تعصب و اعتقادات خشک پدرش وانمود میکند که در رشته علوم آزمایشگاهی درس میخواند، اما پدرش واقعیت را میفهمد و چون اعتقاد دارد که بیمارستان ها محل فساد است و دلش نمی خواهد که دخترش شب تا صبح با دکترها در بیمارستان تنها بماند، نسیم را از دانشگاه بیرون کشیده و در زیرزمین خانه زندانی میکند. نسیم از فرط استیصال خود را به آتش میکشد.
سومین دختر بمانی است. بمانی حبیبیان، دانش آموز دبیرستان و فرزند خانواده ای پرجمعیت و فقیر است. پدرش که رفتگر شهرداری است، تصمیم می گیرد تا بمانی را در برابر سه سال اجاره خانه، به عقد صاحب خانه شان در آورد که پیرمرد پولداری با نام خالو است. بمانی مقاومت کرده و می گریزد و به خانه یکی از بستگانش پناه می برد. امّا پدرش او را برمیگرداند و بالاخره مراسم ازدواج دختر نوجوان با پیرمرد پولدار برگزار می شود در حالی که او دل در گروی چوپان جوانی دارد که سودایش رفتن به شهر برای کسب موفقیت بیشتر است. یک بار که بمانی راجع به چوپان جوان با پدرش صحبت کرده بود، کتک مفصلی خورده بود. کار بمانی در خانه پیرمرد فقط خدمت به ارباب است، اما پس از چندی عصیان می کند با کوفتن چوبی بر سر خالو، از خانه اش گریخته و به خانه پدری میرود و با ریختن نفت بر سر و رویش خودسوزی می کند. بمانی با تن و صورت و روح سوخته، طلاقش را از خالو می گیرد، این بار نه در خانه پدر که سرگردان است و به گورستانی می رسد و در آنجا با مرده شور جوانی که در حاشیه گورستان زندگی میکند آشنا می شود و آن دو تصمیم میگیرند تا همان جا باهم زندگی کنند